# Autocars and Accessories

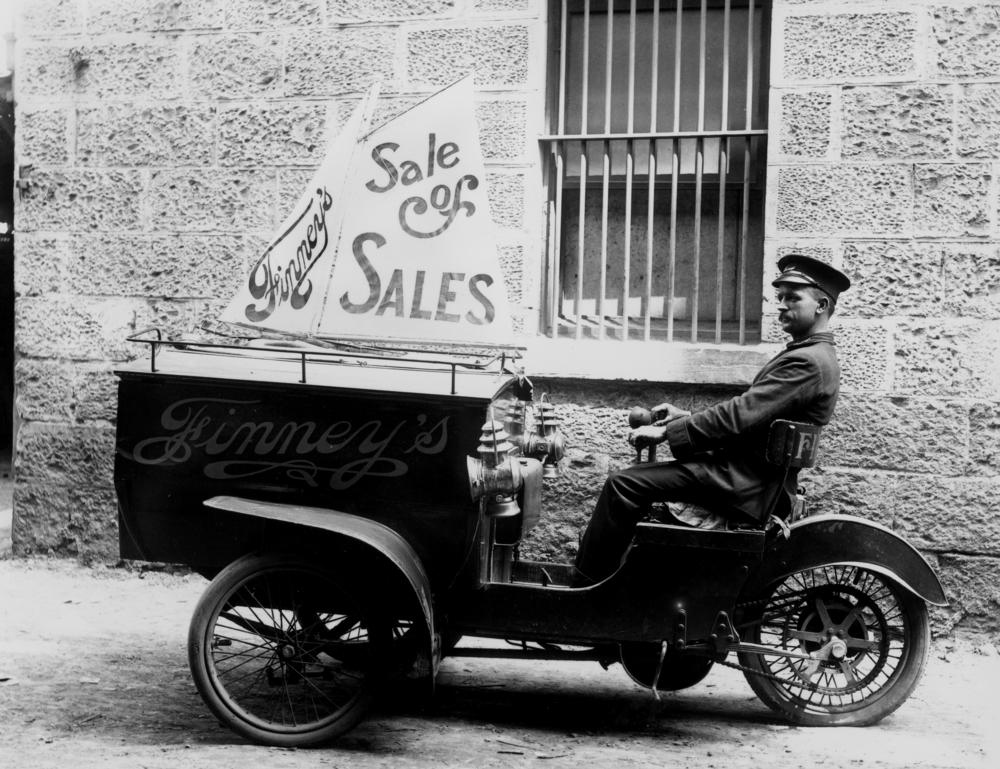
Ein früher Auto-Carrier, das wichtigste und erfolgreichste Produkt von Autocars and Accessories, Limited

Autocars and Accessories, Limited (auf Deutsch sinngemäß: haftungsbeschränkte Gesellschaft für Automobile und Zubehör), kurz A. and A., Ltd., war ein englisches Unternehmen der Kraftfahrzeug-Branche zu Beginn des zwanzigsten Jahrhunderts. Gebräuchlich sind auch die Langform Autocars & Accessories, Limited (mit dem Et-Zeichen „&“ statt des Bindewortes „and“) sowie die Kurzform A & A, Ltd. Das Unternehmen wurde Anfang 1904 gegründet und hatte seinen Sitz in London.
Betätigungsfelder waren der Karosseriebau, ferner – wie schon der Firmenname nahelegt – der Verkauf von Automobilen sowie Betriebsstoffen und Zubehör und schließlich die Herstellung eigener Kraftfahrzeuge. Der wichtigste (und in vielen Quellen einzig genannte) Unternehmensgegenstand war der Auto-Carrier, ein offener Dreiradtransporter der Tricar- beziehungsweise Cyclecar-Klasse; ihn hatte der Mitgesellschafter John Weller auf Vorschlag und mit finanzieller Unterstützung seines Kompagnons John Portwine entworfen.
Konzeptionell ungewöhnlich war ferner das A. and A. Light Delivery Car mit der A. and A.-Patent-Karosserie. Es gehört zu der Kategorie der damals gebräuchlichen Convertible Cars und wurde auf Chassis anderer Hersteller aufgebaut. Der obere Karosserieteil konnte einfach und schnell ausgetauscht werden, so dass das Automobil wahlweise für den Transport von Personen oder als Nutzfahrzeug für den Transport von Gütern eingesetzt werden konnte.
Der Geschäftsbetrieb unter der Firmierung Autocars and Accessories, Limited endete 1907 im Zuge einer Umstrukturierung: Der Karosseriebau auf Fahrgestellen anderer Hersteller und der Handel mit fremdgefertigten Automobilen wurden aufgegeben, der Bau des wirtschaftlich Erfolg versprechenden Auto-Carrier hingegen ausgeweitet und unter der neuen Firmierung Auto-Carriers Limited fortgeführt.
Die Geschichte von A. and A. ist eng verbunden mit derjenigen des 1899 gegründeten Kraftfahrzeugunternehmens Weller Brothers. Dieses existierte zeitweilig parallel und wurde maßgeblich ebenfalls von John Weller und zuletzt John Portwine geleitet.
Automobilhistorisch bedeutsam ist Autocars and Accessories als – je nach Sichtweise – Ursprung, Vorläufer oder eine wichtige Durchgangsstation der traditionsreichen englischen, inzwischen über einhundert Jahre alten und weiterhin aktiven Automobilmarke AC. Der von A. and A. entwickelte und gebaute Auto-Carrier lieferte mit der Abkürzung von A.-C. über A.C. zu AC neben dem neuen Markennamen auch die technische Grundlage für das erste AC-Modell, das in verschiedenen zwei- und dreisitzigen Ausführungen gebaute Cyclecar AC Tricar beziehungsweise AC Sociable.
Auch nach der Umstrukturierung arbeiteten Portwine und John Weller noch bis 1922 gemeinsam in leitender Funktion für den Kraftfahrzeughersteller Auto-Carriers Limited mit seiner Nutzfahrzeugmarke Auto-Carrier und der Personenwagenmarke AC; letztere erzielte in dieser Zeit erste Motorsport-Erfolge. In den Folgejahren bis 1928 stieg AC zu einer der wichtigsten britischen Automobilmarken auf und wurde unter dem Kleinserienhersteller AC Cars Limited in den 1950er- und 1960er-Jahren mit Sportwagen wie dem AC Ace und der AC Cobra bekannt.

## Die Hintergründe
1903 stand der endgültige Durchbruch des Automobils noch bevor. Es gab eine Vielzahl kleiner und kleinster Kraftfahrzeughersteller, die oft nur lokale oder regionale Bedeutung erlangten. Die meisten verfügten nicht über ein eigenes Händler- und Servicenetz. Um einen größeren Kundenkreis zu erreichen, waren sie deshalb – über den Verkauf und die Wartung im Herstellerwerk hinaus – auf selbständige externe Händler und Werkstätten angewiesen.
Bereits 1899 hatte der Konstrukteur John Weller (* 28. November 1877; † 31. August 1966) gemeinsam mit seinem älteren Bruder Harry das Unternehmen Weller Brothers, Engineers als kleine Automobil- und Motorrad-Werkstatt in West Norwood gegründet, einem Vorort im Süden Londons. Die Brüder befassten sich zunächst vor allem mit De Dion-Bouton-getriebenen Fahrzeugen. Spätestens im März 1901 begannen sie, inzwischen unterstützt durch zwei weitere Weller-Brüder, motorisierte Fahrzeuge nach eigenen Entwürfen zu bauen. Neben leichten, teils innovativen Kraftfahrzeugen mit zwei, drei und vier Rädern entwickelten sie insbesondere einen Personenwagen der Oberklasse, den Weller Four Seat Tourer. Finanzielle Unterstützung erhielten sie durch den erfolgreichen Geschäftsmann John Portwine (* 4. Quartal 1866; † 21. Mai 1958). Dieser war gelernter Metzger und leitete als Teilhaber die Fleischerei-Kette London and Suburban Meat Stores mit mehreren Filialen in London und Umgebung. Er stellte den Weller-Brüdern Kapital zur Verfügung, wurde auch dort Teilhaber und übernahm schließlich die Geschäftsführung. Parallel wurde das Unternehmen 1902 in eine Limited Company umgewandelt, eine nicht börsennotierte, haftungsbeschränkte Kapitalgesellschaft nach britischem Recht.
Durchaus angesehen, jedoch wenig profitabel waren die leichten, vergleichsweise unterhaltsgünstigen Weller-Motorräder mit fahrradartigen Rahmen, zusätzlichem Pedalantrieb und zahlreichen fortschrittlichen Details wie dem hauseigenen Motor, der Federung, den Bremsen und den Bedienelementen.
Die Entwicklung des Four Seat Tourers erwies sich hingegen als zeit- und vor allem kostenaufwändig. Zwar konnten zwei Prototypen mit hauseigenen Zwei- und Vierzylindermotoren von Januar bis Februar 1903 auf der ersten British International Motor Show gezeigt werden, der ersten britischen Kraftfahrzeugmesse der SMMT (Society of Motor Manufacturers and Traders) (in Deutschland vergleichbar mit der Internationalen Automobil-Ausstellung – der IAA – in Frankfurt am Main); es fand sich jedoch nicht der erhoffte zusätzliche Geldgeber für die Weiterentwicklung des Modells zur Serienreife und die Aufnahme einer Kleinserienfertigung. Insbesondere entschied sich der Geschäftsmann und Automobilhändler Charles Rolls gegen eine Unterstützung des Weller-Modells; stattdessen ging er kurz darauf eine Kooperation mit dem konservativeren Automobilpionier Henry Royce ein, woraus das Unternehmen Rolls-Royce entstand.
John Weller wechselte daraufhin noch 1903 – wie sich herausstellen sollte: nur kurzzeitig – als Vorstandsmitglied, angestellter Chefzeichner und Mitkonstrukteur in das Unternehmen Hitchon Gear and Automobile Company Limited, das der Automobilpionier Alfred Hitchon in Accrington in der Grafschaft Lancashire im Nordwesten Englands gegründet hatte. Schon im Folgejahr kehrte Weller jedoch wieder dauerhaft nach London zurück, nach einer Quelle noch vor April 1904.

## Die Firmengeschichte
Die Quellenlage zur A. and A., Ltd. ist vergleichsweise schlecht, eine geschlossene Darstellung fehlt bislang. Wichtige Informationen ergeben sich vor allem aus Veröffentlichungen zur Geschichte der Automobilmarke AC sowie zeitgenössischen Zeitschriften, die im Zuge fortschreitender Digitalisierung wieder leichter zugänglich sind. Vor diesem Hintergrund finden sich zu mehreren Aspekten der A. and A.-Firmengeschichte in Printmedien auch falsche oder widersprüchliche Angaben, die von Internetquellen teils ungeprüft übernommen werden.

### Die Anfänge in Long Acre
Nach Autoren, die eng mit den geschichtlichen Anfängen der Automobilmarke AC vertraut sind, wurde Autocars and Accessories, Limited als rechtlich eigenständige Gesellschaft in Form einer Limited Company (zu Beginn des Jahres) 1904 gegründet. Ursprünglich war es (in erster Linie) ein Karosseriebaubetrieb. Der erste Firmensitz lag in Long Acre, einem Distrikt im Stadtteil Covent Garden im westlichen Zentrum Londons mit langer Karosseriebautradition. Der wohl bekannteste Karosseriebaubetrieb, der im dortigen Distrikt auf der gleichnamigen Hauptverkehrsstraße ansässig war, war ab 1907 Mulliner, London and Northampton, Limited mit der Anschrift 132–135, Long Acre, London W.C., ein Zweigbetrieb der Arthur Mulliner Ltd. A. and A. firmierte unter der Anschrift 114, Long Acre.
Als Gründer und erste Teilhaber des Unternehmens Autocars and Accessories, Limited werden üblicherweise nur der Geschäftsmann John Portwine und der Konstrukteur John Weller explizit genannt. Tatsächlich gab es noch den dritten Mitbegründer und Teilhaber H. E. Weller. Bei ihm handelt es sich offenbar um John Wellers älteren Bruder Harry Ebenezer Weller, der 1899 bereits Mitbegründer des Unternehmens Weller Brothers, Engineers gewesen war. Das Gründungskapital des neuen Unternehmens belief sich auf 200 Pfund Sterling, ein auch für damalige Verhältnisse geringer Betrag. Zum Vergleich: Das Unternehmen Weller Brothers Limited verfügte über ein Kapital von 3.000 Pfund Sterling, wovon allein 1.700 Pfund für den Erwerb des Betriebsgrundstücks aufgewendet und 1.100 Pfund durch Anteilsscheine eingenommen worden waren.
Nicht völlig geklärt ist, warum Portwine und die Weller-Brüder den neuen Betrieb im Londoner Zentrum parallel zu dem Unternehmen Weller Brothers gründeten, das in West Norwood zunächst fortbestand. Nach mehreren Quellen suchten sie einen Betrieb, in dem sie die zukünftigen Automobilaktivitäten bündeln konnten, während Weller Brothers sich auf die leichten Motorräder konzentrieren sollte. Der Ruf als Hersteller von Motorrädern, die bei Bedarf mit Pedalen unterstützt wurden, war jedenfalls 1903 für die Vermarktung des Weller Four Seat Tourer als Oberklasse-Automobil nicht förderlich gewesen. Ein aufstrebendes neues, unabhängiges Unternehmen versprach womöglich bessere Chancen zur Vermarktung von Automobilen.
Möglicherweise sah Portwine als inzwischen maßgeblicher Inhaber von Weller Brothers auch keine ausreichenden Zukunftsperspektiven für das ältere Unternehmen. Er selbst interessierte sich kaum für Motorräder und wollte stets dem Automobil zum Durchbruch verhelfen. Auch der Konstrukteur John Weller hatte sich nach intensiverer Beschäftigung mit Motorradtechnik, die auch zu mehreren Patenten führte, ab 1903 vorrangig der Automobiltechnik zugewandt. Hinzu mag bei ihm eine gewisse Verbitterung gekommen sein, nachdem die Vermarktung des über rund zwei Jahre entwickelten Weller Four Seat Tourer letztlich gescheitert war und er ebenso wie seine Brüder Gefahr lief, durch die drohende Zahlungsunfähigkeit des Unternehmens ihre Existenzgrundlage zu verlieren.
Die Perspektiven für den älteren Betrieb hatten sich weiter verschlechtert, als John Weller sich im Laufe des Jahres 1903 entschlossen hatte, zu Hitchon zu wechseln. Dass dieses Engagement nur von kurzer Dauer bleiben sollte, war zu diesem Zeitpunkt noch nicht absehbar.
Das neue Londoner Unternehmen Autocars and Accessories, Limited ermöglichte es, sich ganz auf mehrspurige Kraftfahrzeuge zu konzentrieren und parallel das ältere Unternehmen Weller Brothers – wie letztlich 1904/’05 geschehen – abzuwickeln und zu verkaufen. Als Kaufmann lagen Portwine die Sparten Karosseriebau und Handel mit fremdgefertigten Automobilen sowie Betriebsstoffen und Zubehör näher und machten ihn zunächst unabhängiger von einem einzelnen Konstrukteur und dessen Entwürfen. Zeitaufwand und Kosten für die Entwicklung eigener Fahrzeugmodelle und den Aufbau einer Fertigung entfielen bis auf weiteres, was das wirtschaftliche Risiko verringerte.
Für Harry Weller eröffnete A. and A. die Möglichkeit, weiter als selbständiger Teilhaber in der Automobilbranche zu arbeiten. Für seinen Bruder John, den Konstrukteur, bot das neue Unternehmen die Möglichkeit, die von ihm mitkonstruierten Fahrzeuge der Marke Hitchon-Weller in London und Umgebung bekannt zu machen. Zugleich behielt er von Lancashire aus Kontakt zu seiner geschätzten Heimat und seinem langjährigen Förderer Portwine für mögliche zukünftige Projekte. Eine Quelle geht davon aus, dass John Weller aufgrund seines Kontraktes mit Hitchon einem (auch nachvertraglichen) Wettbewerbsverbot unterlag, so dass er für eine gewisse Zeit keinen neuen Automobilbaubetrieb leiten durfte, weshalb A. and A. zu Beginn anders ausgerichtet wurde.
Unklar ist, ob das neue Unternehmen aus der bisherigen Karosseriebauabteilung von Weller Brothers hervorging oder ursprünglich als Verkaufsstätte für den großen Weller-Tourenwagen gedacht war, ob die Gesellschafter ein bestehendes Karosseriebauunternehmen in Long Acre übernahmen oder den Betrieb gänzlich neu aufbauten.
Schon im Februar 1904 stellte A. and A. seine Angebotspalette auf der zweiten British International Motor Show der SMMT in London aus, wo im Vorjahr noch das Unternehmen Weller Brothers Limited vertreten war. Ausgestellt wurden diesmal neben Fahrzeugen von Fremdmarken jedoch wohl nur Zeichnungen und einzelne Komponenten des Hitchon-Weller 9 h.p.

### Der Wechsel nach West Norwood
Schon bald nach der Geschäftsaufnahme verlegten die Inhaber die A. and A., Ltd. in den südlichen Londoner Vorort West Norwood, möglicherweise zum Jahresende 1904. Dort hatten die Gebrüder Weller bereits seit 1899 ihre Automobil- und Motorradwerkstatt betrieben. Die frühere Anschrift hatte zeitweilig Thomas’s Place (heute Waylett Place)/Norwood Road, West Norwood, London S.E. gelautet und war nahe dem Bahnhof West Norwood sowie dem Friedhof West Norwood Cemetery, später lautete sie hingegen South Place/Norwood Road. Die Geschäftsanschrift des neuen Unternehmens A. and A., Ltd. lautete dagegen 158b, Norwood Road. Der Betrieb lag nun weiter nördlich, verkehrsgünstig an mehreren Hauptverkehrsstraßen nahe der Bahnstation Tulse Hill.
Warum die Inhaber den neuen Betrieb bereits nach kurzer Zeit nach West Norwood verlegten, ist nicht völlig geklärt. Ein Grund dürfte die endgültige Rückkehr John Wellers vom Unternehmen Hitchon in Lancashire zurück in den Süden Englands gewesen sein. Ferner hatten sowohl Portwine als auch die Weller-Brüder familiäre Bindungen nach West Norwood. Hinzu kam, dass A. and A zum Jahresende 1904 die Vertretung für die Automobile der Marke Minerva verlor. Die Betriebsräume in Long Acre waren womöglich auf Dauer zu teuer oder für zukünftige gemeinsame Vorhaben zu klein. Neben besseren Erweiterungsmöglichkeiten waren auch die Grundstückspreise und Mieten für gewerblich genutzte Immobilien in dem Londoner Vorort günstiger als im Stadtzentrum.
Mit dem Unternehmer Douglas S. Cox und den Automobilmarken Emerald, später Osterfield sowie mit dem Fahrzeughersteller Brotherhood Crocker Motors waren bereits weitere Automobilbauer in West Norwood ansässig.
Während des Jahres 1904 beschäftigte sich John Weller intensiv mit der Entwicklung und Optimierung der A. and A.-Patentkarosserie und des leichten Dreiradtransporters Auto-Carrier. Beide Produkte wie auch die von A. and A. vermarkteten Fremdfabrikate waren zwischen 1904 und 1908 wiederholt Gegenstand von ausführlichen Presseberichten, so beispielsweise in The Motor, The Motor Car Journal, Motor Transport oder Commercial Motor, erste, damals sogar wöchentlich erscheinende Fachzeitschriften. Vor allem der leichte Auto-Carrier erwies sich im weiteren Verlauf als erfolgreich: Mehrere Großkunden aus der Londoner City entdeckten ihn nicht nur als zuverlässiges, leicht zu bedienendes und unterhaltsgünstiges Flottenfahrzeug für vielfältige Transportaufgaben, sondern zugleich – mit individueller Aufschrift und einer speziellen Lackierung in der jeweiligen Hausfarbe – als Image fördernden Werbeträger.

### Die Umstrukturierung
Der Geschäftsbetrieb unter der Firmierung Autocars and Accessories, Limited endete 1907 mit einer Umstrukturierung, als das Nachfolgeunternehmen Auto-Carriers Limited mit Sitz in West Norwood gegründet wurde. Mehrere Quellen nennen für A. and A. konkret den Auflösungszeitpunkt November 1907. Im Zuge der Umstrukturierung wurden neue Anteilsscheine ausgegeben, deren Verkauf die notwendigen Einnahmen erbrachte, um die Fertigung ausweiten zu können. Durch den Namenswechsel sollte darüber hinaus die Außenwahrnehmung des Unternehmens verbessert werden, indem der Herstellername an das erfolgreiche, nun einzig verbliebene Produkt, den Dreiradtransporter Auto-Carrier, angeglichen wurde. Die bereits eingeführte Bezeichnung Autocars and Accessories nutzte das neue Unternehmen zeitweilig als erklärenden Zusatz weiter.

## Die Tätigkeitsfelder
Die maßgeblichen Tätigkeitsfelder der A. and A., Ltd. waren der Karosseriebau auf Fahrgestellen anderer Automobilhersteller, der Handel mit vollständig fremdgefertigten Automobilen sowie schließlich schwerpunktmäßig der Bau des selbst entworfenen Dreiradtransporters Auto-Carrier. Der Markenname lautete Autocars and Accessories beziehungsweise kurz A. and A.; ihn verwendete das Unternehmen sowohl für die vierrädrigen Fahrzeuge, die es mit der Patentkarosserie aufbaute, auch wenn die Chassis und Motoren hierfür von anderen Herstellern bezogen wurden, als auch anfänglich für den Dreiradtransporter.

### Der Karosseriebau

#### Allgemeines
Anfänglicher und nur von wenigen Quellen erwähnter Tätigkeitsschwerpunkt des Unternehmens war der Karosseriebau. Zu den gewöhnlichen, alltäglichen Arbeiten der Karosseriebauabteilung liegen keine näheren Informationen vor. Das frühere Automobilangebot von Weller Brothers, wie es insbesondere aus einer Werbeanzeige aus dem März 1901 bekannt ist, sowie die weitere Entwicklung von A. and A. lassen vermuten, dass es sich überwiegend um Aufbauten für den Warentransport handelte, auf Wunsch aber auch Chassis mit Personenwagenaufbauten versehen wurden.
Anhaltspunkte dafür, dass A. and A. Karosserien direkt im Auftrag von anderen Kraftfahrzeugherstellern produziert hätte, liegen nicht vor. Insbesondere arbeitete Hitchon in Accrington von Beginn an mit einem benachbarten Karosseriebaubetrieb zusammen. Dieser firmierte zunächst als Mulliner Motor Body Company, ab Januar 1904 als AG Mulliner Motor Body Company Limited. Zeittypisch waren es vielmehr private und gewerbliche Endkunden, die Karosseriebauunternehmen wie A. and A. beauftragten, unkarossierte Neuwagenchassis einzukleiden oder die Karosserie eines gebrauchten Fahrzeugs auszutauschen oder umzubauen.

#### DieA.andA.-Patentkarosserie
Größere Bekanntheit erlangte damals die ungewöhnliche A. and A.-Patentkarosserie. Sie wurde auch als A. and A. Light Delivery Cart (mit kleinem Kofferaufbau), als Light Delivery Van (Lieferwagen mit hohem Dach) und Light Delivery Car (als Oberbegriff für alle Varianten mit austauschbarer Zweitkarosserie) bezeichnet. Sie war speziell für Händler und sonstige Gewerbetreibende gedacht, die sich nur ein einziges, unterhaltsgünstiges Automobil leisten konnten, das sie tagsüber für den Transport von Gütern sowie an den Wochenenden für private Ausflugsfahrten mit der Familie oder Freunden nutzen wollten.
John Weller konstruierte hierzu eine Karosserie, die hinter der vorderen Spritzwand horizontal geteilt war. Der untere, kastenartige Teil war fest mit dem Chassis verbunden, nach oben offen und sein Rand diente als Auflage. Der obere Karosserieteil konnte ausgetauscht und weitgehend frei gestaltet werden. Er bestand aus den beiden Seitenwänden, die durch die Rückwand und an der Vorderseite mit einer durchgehenden Sitzbank fest miteinander verbunden waren. Die Einbeziehung der Sitzbank in den oberen, abnehmbaren Teil unterschied die A. and A.-Patentkarosserie von den meisten Konzepten anderer Anbieter dieser sogenannten Convertible Cars beziehungsweise Convertible Bodies.
Für die Personenbeförderung waren je nach Ausgangsmodell offene Tourenwagenaufbauten mit ein oder zwei Sitzreihen gebräuchlich, auch halboffene Brougham- beziehungsweise Landaulet-Karosserien, während völlig geschlossene Aufbauten noch nicht üblich waren. Für den Gütertransport bot Autocars and Accessories, Limited verschiedene Aufbauten an, von kleinen niedrigen Kofferaufsätzen bis hin zu hohen Lieferwagenaufbauten mit einem über die Sitzbank vorkragenden Dach. Zudem konnte dasselbe Basisfahrzeug durch unterschiedlich beschriftete Karosserieaufsätze nacheinander auch werblich für verschiedene Unternehmen genutzt werden.
Der Umbau war besonders einfach und ging ungewöhnlich schnell. Der abnehmbare Teil wurde lediglich mit vier Bolzen, die alle in einer ebenen Flucht lagen, auf dem unteren Teil befestigt. Die nicht benötigte Karosserievariante ließ sich durch die gerade Unterkante leichter lagern. Der kastenartige, fest mit dem Fahrgestell verbundene Unterteil der Karosserie gab diesem zusätzliche Verwindungssteifigkeit. Auch der obere Karosserieteil war durch die jeweils eigene Sitzbank verwindungssteifer als die meisten konkurrierenden Produkte. A. and A. verwies darauf, dass die Einbeziehung der Sitzbank in den oberen, abnehmbaren Teil kaum aufwändiger sei, als die sonst für die Aufsetzkarosserie nötige Versteifungsstrebe samt komplizierten Anschlüssen an eine feste vordere Sitzbank. Durch die Verbindung der Sitzbank mit dem jeweiligen Karosserieaufsatz waren die Sitze der Tourenwagenversion zudem vor Verschmutzungen während des gewerblichen Gebrauchs des Fahrzeugs geschützt und konnten deshalb hochwertiger gestaltet werden.
Die Arbeiten an der A. and A.-Patentkarosserie nahm Weller noch 1904 kurz nach seiner Rückkehr nach London auf und waren gegen 1905 abgeschlossen. Erste Presseberichte erschienen vermutlich erst im März 1906, möglicherweise verzögert durch das eingeleitete Patentverfahren. Zeittypisch, aus heutiger Sicht jedoch umständlich wirkend, warb A. and A. wörtlich übersetzt mit der Aussage:
„Eingeführt für jene, die, während sie nicht geneigt sind, einen Wagen entweder alleinig für Geschäfts- oder Vergnügungszwecke zu erwerben, gleichwohl rasch die Vorteile eines Wagens zu würdigen wissen könnten, der gleichermaßen beiden Zwecken angepasst ist.“
Die A. and A.-Patentkarosserie konnte, da sie einzelstückweise gefertigt wurde, in Länge und Breite an verschiedene Fahrgestelle angepasst werden. Genutzt wurden beispielsweise Chassis des Rover 6 h.p., solche des Starling 6 h.p. oder eines nicht näher bezeichneten französischen Herstellers mit besonders fortschrittlicher Konstruktion. Letzteres hatte insbesondere einen stabilen Pressstahlrahmen, einen Einzylindermotor sowie ein bereits mit dem Motor verblocktes Schaltgetriebe samt Ölbadkupplung. Mit hierauf aufgebauter A. and A.-Patentkarosserie für den gewerblichen Einsatz und austauschbarem zweisitzigen Tourenwagenaufsatz kostete das Fahrzeug 1906 vergleichsweise günstige 135 Pfund Sterling, hingegen mit anderem Chassis und leistungsstärkerem Motor als reiner Lieferwagen 135 Pfund und mit zusätzlichem Aufsatz zur Personenbeförderung ab 160 Pfund.
Nur wenige, heute weitgehend in Vergessenheit geratene Unternehmen boten zu jener Zeit vergleichbare seriengefertigte Convertible Cars beziehungsweise Convertible Bodies an, so der Karosseriebauer Lovell Brothers in Swansea auf den deutlich größeren Fahrgestellen von Lacre Motor. Von dem Karosseriebauer Frank Little and Company aus Newcastle upon Tyne stammte das Blandford Convertible, das sich in wenigen Minuten mit unterschiedlichen Aufsätzen vom Tonneau zu einem Lieferwagen mit einer Zuladung von rund 610 Kilogramm verwandeln ließ. Von dem schottischen Kraftfahrzeughersteller Argyll stammte das Combination Car mit abnehmbaren hinteren Tonneau-Sitzen und separatem Lieferwagenaufsatz.
Die von Portwine geleitete Großfleischerei London and Suburban Meat Stores erprobte ein Exemplar des A. and A. Light Delivery Cart, aufgebaut auf ein unterhaltsgünstiges Rover 6 h.p.-Chassis, ab März 1906 über mehrere Monate hinweg bei den alltäglichen Auslieferungsfahrten. Das Unternehmen hob den positiven Werbeeffekt des motorisierten Wagens im Vergleich zum Pferdefuhrwerk hervor und schaffte wegen der guten Erfahrungen noch Ende September 1906 ein zweites Exemplar an.
Derartige Convertible Cars für private Ausfahrten und gewerbliche Zwecke konnten sich letztlich nicht durchsetzen. Vermehrt konnten sich potentielle Kunden in wirtschaftlich florierenden Zeiten jeweils ein Fahrzeug für den einen und den anderen Zweck leisten. Zudem erzwang das Konzept einen Kompromiss bei der Ausstattung, der Federung, der Zuladung und dem Fahrzeugkomfort, weshalb sich verstärkt Fahrzeuge durchsetzten, die gezielt für nur einen Einsatzzweck konzipiert waren. Insbesondere favorisierte auch Portwine mit seinem Fleischereiunternehmen ab Frühjahr 1907 den Auto-Carrier von Autocars and Accessories, der die dort anfallenden Auslieferungsfahrten mit nur etwas mehr als halb so hohen Anschaffungs- und Unterhaltskosten absolvierte.
A. and A. gab das Fahrzeugkonzept der Convertible Cars daher mit der Umstrukturierung 1907 auf. Wie viele Light Delivery Cars die A. and A., Ltd. hergestellt hat, ist nicht überliefert. Soweit bekannt hat keines dieser Fahrzeuge bis heute überdauert.
Ein ähnliches Fahrzeugkonzept verwirklichte Mercedes-Benz 1995 mit der Studie VRC (Vario Research Car). Unter den modernen Serienfahrzeugen sind am ehesten offene Pick-ups mit Hardtop-Aufsätzen oder der Citroën C3 Pluriel mit seiner Wandlungsfähigkeit von der Limousine bis zum Spider und offenen Pick-up vergleichbar.

### Der Automobilhandel

#### Der Vertrieb vonHitchon-Weller-Automobilen
Schon 1904, als Autocars and Accessories, Limited seinen Firmensitz noch in Long Acre hatte, bot das Unternehmen den Hitchon-Weller 9 h.p. an. Er galt als Light Car und war damit gegenüber „regulären“ Automobilen privilegiert. Der Antrieb erfolgte durch einen von John Weller mitentwickelten Einzylindermotor mit zwangsgesteuertem Einlassventil und veränderlichem Ventilhub. Nach einer Quelle hatte Weller dieses wassergekühlte Triebwerk noch 1903 aus dem Zwei- beziehungsweise Vierzylindermotor des Weller Four Seat Tourer abgeleitet. Eine Besonderheit war das patentierte Hitchon-Schaltgetriebe: Obwohl es – wie damals üblich – unsynchronisiert war, ermöglichte es leichte, geräuscharme Gangwechsel. Die Zahnräder der unteren Gänge blieben dabei im ständigen Eingriff und jeder dieser Gänge verfügte über einen Freilauf, so dass beim Gangwechsel die Drehzahlunterschiede nicht geräuschvoll über die Zahnräder überbrückt werden mussten. Nachteil dieser Konstruktion war jedoch, dass eine Motorbremswirkung nur im höchsten Gang zur Verfügung stand.
Nach dem Ausscheiden Wellers bei Hitchon im Verlauf des Jahres 1904 erhielten die Fahrzeuge aus Accrington den Markennamen Globe. Ab 1905 bis zur Produktionseinstellung 1908 folgten ergänzend die Vierzylindermodelle 12 h.p., 12/14 h.p. und 22/25 h.p. mit Einbaumotoren der Foreman Motor Company Limited aus Coventry, von White & Poppe sowie der Marke Alpha des Unternehmens Johnson, Hurley and Martin aus Coventry. Die beiden kleineren Vierzylindermodelle erhielten ebenfalls das spezielle Hitchon-Schaltgetriebe, nun mit vier statt drei Vorwärtsgängen.
Nicht belegt ist, wie lange die A. and A., Ltd. das Modell 9 h.p. anbot, ob auch die vierzylindrigen Globe-Modelle vertrieben wurden und wie viele der insgesamt nur 27 Einzylinderwagen über Autocars and Accessories, Limited in London und Umgebung verkauft wurden. Der Hitchon-Weller und der Globe waren jedenfalls weder für das Herstellerunternehmen in Accrington, noch für A. and A. als Händler ein wirtschaftlicher Erfolg. Gründe waren insbesondere die über lange Zeit beengten Produktionsräume in Accrington, der hohe Preis des Hitchon-Getriebes sowie die fehlende Erfahrung Alfred Hitchons im Automobilgeschäft.

#### Der Vertrieb vonMinerva-Automobilen
Ferner war Autocars and Accessories, Limited ab 1904 kurzzeitig die Londoner Vertretung für die Automobile der angesehenen belgischen Marke Minerva des in den Niederlanden geborenen Konstrukteurs Sylvain de Jong. A. and A. stellte das der Mittelklasse zugehörige Zweizylindermodell Minerva 10 h.p. und das größere Dreizylindermodell 15 h.p. 1904 auf der British International Motor Show der SMMT in London aus. Das Vierzylindermodell Minerva 20 h.p. für die Oberklasse war zwar angekündigt, in London aber wohl nicht vertreten. Nach einer Quelle stammten diese Fahrzeuge nicht aus dem belgischen Stammwerk bei Antwerpen, sondern von dem französischen Unternehmen „La Societe La Minerve“ aus Billancourt bei Paris, das offenbar als Montagewerk insbesondere für den wichtigen britischen Markt fungierte.
Schon 1905 verlor Autocars and Accessories, Limited die Vertretung für die Minerva-Automobile: Der niederländische Geschäftsmann David Citroen, ein Cousin des französischen Automobilpioniers André Citroën, hatte bereits die Londoner Vertretung für die erfolgreichen Fahrräder und Motorräder der Marke Minerva sowie der neuen Voiturette Minervette inne. Er kaufte sich in de Jongs Unternehmen ein und wurde Co-Vorstand. Für 1905 vergab Minerva die Alleinvertretung für seine Automobile im Vereinigten Königreich an das Londoner Automobilhandelsunternehmen C.S. Rolls & Co. von Charles Rolls. Hintergrund war offenbar, dass sich David Citroen und Charles Rolls nahe standen, seitdem letzterer um 1900 als angestellter Verkäufer für ersteren gearbeitet hatte.
Damit beeinflusste Charles Rolls zum zweiten Mal die Geschicke der Portwine/Weller-Unternehmung, nachdem er bereits 1903 als selbständiger Automobilhändler die erhoffte Unterstützung für den Weller Four Seat Tourer versagt hatte.

#### Vertrieb anderer Automobilmarken
Ob A. and A. darüber hinaus auch Automobile weiterer Marken vertrieb, ist nicht näher bekannt, liegt aber bei der damals üblichen Händlerstruktur nahe. In Betracht kommen insbesondere die Marken Rover, Starling und französische, wie sie A. and A. auch zur Basis ihrer Light Delivery Cars machte.

### Der DreiradtransporterAuto-Carrier
Das wichtigste und erfolgreichste Produkt der A. and A., Ltd. war der Auto-Carrier, ein dreirädriges offenes Tricar beziehungsweise Cyclecar. Auch er war – wie die A. and A.-Patentkarosserie – speziell für Händler und sonstige Gewerbetreibende gedacht, jedoch ausschließlich für den Warentransport sowie mit Blick auf niedrige Unterhaltskosten und einfache Bedienung entwickelt. Für viele war er eine erste echte Alternative zu den von Ponys oder Pferden gezogenen ein- oder zweiachsigen Karren, den einspännigen englischen Gigs und Flies, wie sie in den Innenstädten als Transportmittel noch weit verbreitet waren.
Solange der Hersteller noch unter A. and A. firmierte, war Auto-Carrier lediglich die Modellbezeichnung; erst mit dem Übergang der Fertigung auf das Unternehmen Auto-Carriers Limited Ende 1907 wurde aus ihr eine eigene (Nutz-)Fahrzeugmarke. Vereinzelt findet sich der Zusatz Delivery (Box) Van im Sinne von (Kasten-)Lieferwagen als ergänzende Modellbezeichnung beziehungsweise zur Abgrenzung von dem vierrädrigen Light Delivery Car mit Patentkarosserie.
Der Auto-Carrier besitzt vorne zwei Räder, über die auch gelenkt wird, hinten hingegen nur ein einziges, mittiges Rad, über das auch der Antrieb erfolgt. Das Fahrgestell entstand in Gemischtbauweise: Die vordere Starrachse stützt sich über zwei halbelliptische Längsblattfedern an einem Rahmen aus Eschenholz ab; dieses Material, wie es auch im Kutschenbau üblich war, ist vergleichsweise leicht und dennoch stabil. Der hintere Teil des Fahrgestells besteht aus einem stählernen Gitterrohrrahmen, der das an zwei viertelelliptischen Längsblattfedern geführte Hinterrad und den zentral direkt davor liegenden Motor aufnimmt. Über diesem sitzt der Fahrer, der die Lenkung über einen rechts liegenden Hebel statt über ein Lenkrad bedient. Über der Vorderachse vor dem Fahrer liegt der geräumige Transportkoffer aus lackierten Birkenholz-Paneelen mit einer Länge von etwa 1,15 Meter, einer Breite von etwa 85 und einer Höhe von etwa 70 Zentimeter. Der nutzbare Stauraum in und auf dem Transportkoffer beträgt rund 1.150 Liter (davon rund 690 Liter abgedeckt), die maximale Zuladung rund 203 Kilogramm. Der Radstand misst 1.778, die Spurweite vorne 1.067 Millimeter.
Angetrieben wird das Modell durch einen von John Weller konstruierten und von A. and A. gebauten Einzylinder-Viertaktmotor mit Gebläsekühlung. In seiner endgültigen Serienausführung mit knapp 0,65 Liter Hubraum wurde das Triebwerk nach einer abstrakten britischen Leistungsformel mit 5,6 h.p. eingestuft und leistet tatsächlich etwa 5,5 bhp / 5,6 PS / 4,1 kW. Die Technik des einfach aufgebauten, zwangsgesteuerten Motors beruht weitgehend auf einem Triebwerk, das John Weller bereits zu Zeiten von Weller Brothers Limited entwickelt hatte und das in einer 5 h.p.-Version schon 1903 auf der ersten British International Motor Show gezeigt worden war. Ergänzend flossen Wellers Erfahrungen aus dem Bau des Four Seat Tourer und des Hitchon-Weller 9 h.p. sowie mehrere zwischenzeitlich patentierte Neuerungen ein.
Besondere Merkmale des Auto-Carrier waren die durchdachte, in das Hinterrad integrierte Einheit aus Zweigang-Planetengetriebe, Kupplung, Bremstrommel, Nabe und Zahnkranz für die vom Motor kommende Antriebskette. Weitere Vorteile waren die einfache und sichere Handhabung, seine Wendigkeit sowie die niedrigen Kosten für Anschaffung und Unterhalt. Anfänglich kostete der Auto-Carrier 80 Pfund Sterling.
Die Arbeiten an dem Dreiradtransporter hatte Weller noch 1904 aufgenommen. Unklar ist, wann seine Entwicklung im Wesentlichen abgeschlossen war und erste Fahrzeuge hergestellt wurden. Manche Quellen nennen das Jahr 1904, andere 1905. Einzelne Quellen gehen allerdings davon aus, dass die Serienfertigung des Auto-Carrier wegen eines (nachvertraglichen) Wettbewerbsverbots gegenüber Hitchon erst 1907 anlief. In zeitgenössischen Fachzeitschriften erschienen längere Berichte über den Dreiradtransporter beispielsweise 1906 (zu dieser Zeit wohl noch unfertig) und 1907 (als Neuheit ausgestellt und zum Verkauf angeboten).
Die Fertigung bei Autocars and Accessories, Limited war zunächst auf drei Auto-Carrier pro Woche ausgelegt. Wie viele Fahrzeuge bis Ende 1907 unter dieser Firmierung entstanden, ist nicht belegt. Anschließend wurde der Auto-Carrier von dem Unternehmen Auto-Carriers Limited bis 1911 in West Norwood und sodann von Auto-Carriers (1911) Limited in Thames Ditton, jeweils unter Führung von Portwine und John Weller, weitergebaut. Bis Januar 1913 entstanden etwa 1.500 Exemplare, weitere folgten bis zum endgültigen Auslaufen der Produktion während des Ersten Weltkriegs gegen Ende 1916. Exporte erfolgten in viele britische Kolonien bis nach Australien und Neuseeland sowie nach Argentinien und in die Schweiz. Soweit bekannt hat kein Auto-Carrier aus der A. and A.-Periode bis heute überdauert; hingegen existieren noch einige wenige Exemplare aus späteren Jahren.
Die von Portwine geleitete Großfleischerei London and Suburban Meat Stores setzte ab Frühjahr 1907 ein erstes Exemplar des Auto-Carrier regelmäßig für die alltäglichen Auslieferungsfahrten ein; zunächst ergänzte er dort die Light Delivery Carts und löste sie später zusammen mit weiteren Exemplaren ab.
Während der Fertigung des Auto-Carrier bei A. and A. war er weitgehend konkurrenzlos. Ab 1911 nutzte das englische Unternehmen John Warrick & Co. Limited aus Reading in Berkshire ein ganz ähnliches Konzept, um mit dem Warrick Motor Carrier in den Markt für motorisierte Dreiradtransporter einzusteigen. Unklar ist, inwieweit eine Zusammenarbeit mit dem seinerzeitigen Hersteller des Auto-Carrier erfolgte.
In den britischen Innenstädten prägten derartige leichte Dreiradtransporter noch bis in die späten 1930er-Jahre das Straßenbild. Bei der Anschaffung und den Unterhaltskosten kam ihnen zugute, dass sie als Cyclecars beziehungsweise wegen ihrer Dreirädrigkeit gegenüber herkömmlichen, „vollwertigen“ Automobilen privilegiert waren. Jedoch wuchs im weiteren Verlauf die Konkurrenz für den Auto-Carrier und die Gewinnspanne sank. Das Nachfolgeunternehmen von A. and A. gab daher dieses Konzept nach dem Ende des Ersten Weltkriegs in dieser Form auf, zumal sich John Weller sowie Portwine und weitere Geldgeber von da an vermehrt auf sportliche Personenwagen ausrichteten.
Ein ganz ähnliches Fahrzeugkonzept nutzte im Deutschen Reich das Unternehmen Vidal & Sohn Tempo-Werk mit dem Modell Tempo T1 noch 1928 bis 1930, ferner die Bayerischen Motoren Werke mit den Modellen BMW F 76 und F 79 von 1932 bis 1934, die als eine der letzten dreirädrigen Kleintransporter noch als „Frontlader“ ausgelegt waren.

## Patente
Gemeinsam mit John Weller wurden dem Unternehmen Autocars and Accessories, Limited mehrere technische Patente erteilt. Neben demjenigen für die A. and A.-Patentkarosserie umfasste dies 1907 eine Vorrichtung, mit der der Zündkontakt bei Verbrennungsmotoren verbessert wird, eine Vorrichtung zur Schmierung von Hubkolbenmotoren und eine zur Kühlung von Verbrennungsmotoren.
Überraschend daran ist, dass die Patenterteilung und die zugrundeliegenden Anträge auf John Weller gemeinsam mit dem Unternehmen Autocars and Accessories, Limited lauten: Zwischen 1894 und den 1930er-Jahren machte John Weller zahlreiche Erfindungen und ließ sie sich patentieren. Dies geschah jedoch regelmäßig als alleiniger Patentinhaber oder zusammen mit seinem älteren Bruder Harry oder später mit seinem jüngeren Bruder Septimus Beresford Weller, hingegen nicht gemeinsam mit den Unternehmen Weller Brothers Limited oder später Auto-Carriers Limited beziehungsweise Auto-Carriers (1911) Limited.
Die Hintergründe für die gemeinsame Inhaberschaft der Patente während der A. and A.-Periode sind unklar: Möglicherweise hatte Portwine nach John Wellers Rückkehr hierauf gedrängt, nachdem dessen voraufgegangener Wechsel zu Hitchon zu Schwierigkeiten bei Weller Brothers Limited geführt hatte. Möglicherweise waren die gemeinschaftlichen Patente aber auch John Wellers Gegenleistung dafür, dass Portwine weitere finanzielle Nachschüsse an A. and A. gewährte beziehungsweise die Entwicklungskosten für den Auto-Carrier trug.

## Zum FirmennamenAutocars and Accessories, Limited
Der englische Begriff autocar ist nach heutigem Sprachgefühl veraltet; die sinngemäße deutsche Entsprechung ist Motorwagen. Zu Beginn der Kraftfahrzeugära war der Begriff autocar jedoch weit verbreitet, vor allem im britischen, aber auch im amerikanischen Englisch und sogar in der deutschen Sprache. Viele Hersteller von mehrspurigen Kraftfahrzeugen führten ihn in ihrem Firmen- beziehungsweise Markennamen. Ähnliches gilt für den Begriff accessories im Sinne von Zubehör.
Weite Verbreitung erfuhr der erstgenannte Begriff vor allem durch die englische Fachzeitschrift The Autocar, das nach eigenen Angaben „älteste Auto-Magazin der Welt“, das bereits seit November 1895 wöchentlich erscheint. Der Begriff autocar war auch deshalb weit verbreitet, weil er neben Personenwagen auch Nutzfahrzeuge sowie leichte Fahrzeuge wie Cyclecars und Voituretten umschloss, die der Begriff automobile nach damaligem Sprachverständnis nicht zwingend mitumfasste.
Autocars and Accessories, Limited griff damit zwei seinerzeit verbreitete Schlagworte auf und folgte einer Mode, Unternehmensgegenstände anstelle von Familiennamen in die Firmenbezeichnung aufzunehmen.
Abgesehen von der Namensähnlichkeit hat das Unternehmen keine Beziehung zu den Automobilmarken namens Autocar, weder zu der US-amerikanischen Marke Autocar, unter der ab 1899 in Pennsylvania Kraftfahrzeuge angeboten wurden, bis etwa 1911 auch Personenwagen, noch dem englischen Hersteller Autocar Construction Company Limited, der von 1902 bis 1903 Personenwagen in Manchester produzierte. Möglicherweise liegt hierin jedoch die Ursache für die in mehreren Quellen anzutreffende Falschschreibung Autocar_ and Accessories.
Unklar ist, ob und inwieweit eine Beziehung zu dem englischen Unternehmen Long Acre Autocar Company Limited besteht, für das die Adresse 127, Long Acre, London überliefert ist. Dieses war spätestens ab 1909 bis mindestens 1919 im Fahrzeughandel sowie mit einer Werkstatt und dem Verkauf von Betriebsstoffen und Zubehör tätig. Von 1913 bis 1917 trat es als britischer Importeur für Personenwagen der US-amerikanischen Marke Chalmers in Erscheinung, die auch 1919, nach dem Ende des Ersten Weltkriegs, wieder angeboten wurden. Daneben wurde für 1920 der Verkauf von Personenwagen der schottischen Marke Arrol-Johnston und – im Zusammenhang mit Weller und Portwine interessant – der Marke A.C. Cars angekündigt.
Offenkundig keine Beziehung besteht hingegen zu dem israelischen Automobilhersteller Autocars Company Limited, der von 1957 bis 1974 existierte und ab 1960 Personenwagen der Marke Sabra in Haifa baute, die maßgeblich von dem englischen Automobilhersteller Reliant entwickelt worden waren.

## Die Bedeutung vonA.andA.für die AutomobilmarkeAC
Für sich betrachtet war Autocars and Accessories, Limited anfänglich ein recht gewöhnliches Kleinunternehmen der Automobilbranche seiner Zeit, wie es sie zahlreich allein schon im Großraum London gab. Gegenüber Weller Brothers Limited bedeutete es einen klaren Rückschritt hinsichtlich der Betriebsgröße, des Umsatzes und durch den zeitweiligen Verzicht auf den Bau selbst konstruierter Kraftfahrzeuge. Andererseits trug die anfängliche Beschränkung auf den Karosseriebau und den Handel mit fremdgefertigten Automobilen sowie Betriebsstoffen und Zubehör dazu bei, die Portwine/Weller-Unternehmung wirtschaftlich wieder zu konsolidieren. So konnten die Inhaber in Ruhe nach einem Kraftfahrzeugkonzept suchen, das sich mit den damaligen Fertigungsmöglichkeiten in nennenswerten Stückzahlen Gewinn bringend umsetzen ließ.

### A.andA.als Ursprung vonAC?
Automobilhistorische Bedeutung kommt der A. and A., Ltd. bei der Entstehung der traditionsreichen, angesehenen und bis heute aktiven Automobilmarke AC zu. Je nach Sichtweise gilt sie als deren Ursprung, Vorläufer oder als wichtige Durchgangsstation.
Vielfach fand und findet sich die Aussage, dass AC 1904 unter dem Hersteller Autocars and Accessories, Limited entstanden sei. Dies gilt vor allem für die Fachliteratur und Internetveröffentlichungen bis Ende der 1990er-Jahre. Zwar besteht weitestgehend Einigkeit, dass erste Kraftfahrzeuge unter der separaten Marke AC erst nach 1907 unter dem Nachfolgeunternehmen Auto-Carriers Limited gebaut wurden; häufig wird der frühere Zeitpunkt jedoch damit begründet, dass AC, ursprünglich noch mit der Schreibweise A.-C., keine völlig neue Marke gewesen sei, sondern nur die Abkürzung für den bereits bei A. and A. entwickelten und gebauten Auto-Carrier. Auch sei das erste AC-Modell, das unter der Modellbezeichnung Sociable bekannt wurde, nur eine Personenwagenvariante des Dreiradtransporters Auto-Carrier. Hinzu kommt die personelle Kontinuität mit John Portwine als dem maßgeblichen Geldgeber und geschäftlichen Leiter sowie mit John Weller als dem technischen Leiter.
Ferner sprachen im weiteren Verlauf auch unternehmerische Gründe für eine Bezugnahme auf Autocars and Accessories und das Jahr 1904, konnte so doch eine noch weiter zurückreichende Marken- und Unternehmensgeschichte belegt werden als bei anderen Traditionsunternehmen wie beispielsweise Rolls-Royce.
A. and A. erhielt Anfang des 21. Jahrhunderts nochmals kurzzeitig größere Aufmerksamkeit, als das hundertjährige Jubiläum der Marke AC näher rückte. Alan Lubinsky, seit 1996 der maßgebliche Geschäftsmann hinter dem Automobilhersteller AC, kündigte das Markenjubiläum für 2001 statt 2004 an. Er griff dabei neuere Rechercheergebnisse von Automobiljournalisten und -historikern auf. Mit ihnen ließ sich belegen, dass das Unternehmen Weller Brothers, Engineers bereits mindestens ab März/April 1901 erste von John Weller konstruierte Kraftfahrzeuge zum Verkauf angeboten hatte und John Portwine dort schon vor 1904 als Mäzen und geschäftlicher Leiter tätig war. Allerdings trugen diese Fahrzeuge noch den Markennamen Weller und weder Autocars and Accessories, Limited noch Auto-Carriers Limited waren im eigentlichen Sinne Rechtsnachfolger des Unternehmens Weller Brothers.
Lubinsky vollzog damit eine Abkehr von der bis dahin üblichen Sichtweise, wodurch sich die bisher herausgehobene Stellung der A. and A., Ltd. als Ursprung der Marke AC zu einer wichtigen Durchgangsstation relativierte.

### A.andA.und seinAuto-Carrierals Grundlage für den Aufstieg der MarkeAC
Eine besondere automobilhistorische Bedeutung kommt Autocars and Accessories, Limited weiterhin durch die Entwicklung und den anfänglichen Bau des Auto-Carrier zu. Mit 1500 Exemplaren allein bis etwa Januar 1913 erreichte er für damalige Verhältnisse enorme Stückzahlen. Mit einer Bauzeit von rund zehn Jahren bis Ende 1916 wies er in Zeiten, in denen Fahrzeugmodelle zum Teil bereits nach einem Jahr wieder aufgegeben oder grundlegend überarbeitet wurden, eine ungewöhnliche Modellkonstanz auf. Dieses A. and A.-Produkt lieferte damit die finanzielle Grundlage für den weiteren Erfolg der Portwine/Weller-Unternehmung und der Marke AC.
So konnten Portwine und Weller ihre letztlich erfolgreiche Kooperation für weitere rund 14 Jahre fortsetzen, ehe sie die Führungsverantwortung an einen Nachfolger abgaben. Auf Weller Brothers, Engineers (1899 bis 1902, anfänglich noch ohne Portwine), Weller Brothers Limited (1902 bis 1904/’05) sowie Autocars and Accessories, Limited (1904 bis 1907) folgten noch:
- Auto-Carriers Limited (1907 bis 1911) in neuen, größeren Räumlichkeiten in West Norwood,
- Auto-Carriers (1911) Limited (1911 bis 1920), nunmehr in den Ferry Works-Hallen in der Ortschaft Thames Ditton in der Grafschaft Surrey, und schließlich (erneut)
- Auto-Carriers Limited (1920 bis 1922), nun zusätzlich in Räumlichkeiten an der High Street in Thames Ditton.[77]

Noch in West Norwood etablierten Portwine und Weller Auto-Carrier als eigenständige Kraftfahrzeugmarke für leichte Transportfahrzeuge und zusätzlich kurz darauf die Marke AC für Personenwagen. Zu einem zweiten wichtigen Standbein neben dem Auto-Carrier entwickelte sich der dreirädrige AC Sociable, eine in verschiedenen zwei- und dreisitzigen Varianten gebaute Abwandlung des Auto-Carrier, zum Teil mit Tandem-Sitzanordnung und hinten sitzendem Fahrer.
Ferner begründeten Portwine und Weller eine bedeutende Tradition, als sie den Firmensitz und die Produktionsstätte 1911 nach Thames Ditton verlegten. Die Marke AC sollte hier, über viele Jahrzehnte unter der Herstellerfirmierung AC Cars Limited, für die nächsten 73 Jahre bis 1984 Automobile produzieren und noch bis 1986 ansässig bleiben.
Die erfolgreichen Dreiradmodelle lieferten ab 1913, noch vor dem Ersten Weltkrieg, die wirtschaftliche Grundlage für zusätzliche neue, in Serie gefertigte Personenwagenmodelle der Portwine/Weller-Ära, nun erstmals mit vier Rädern:
- der AC Model V, ein leichtes Cyclecar in konventioneller Auslegung mit dem Einzylindertriebwerk des Sociable, nun als Frontmotor mit Kettenantrieb auf die Hinterräder, der jedoch kein dauerhafter Erfolg war;[79]
- ebenfalls noch 1913 der größere AC 10 hp als großes Cyclecar mit einem Vierzylinder-Einbaumotor mit 1,1 Liter Hubraum des französischen Herstellers Fivet und Kardanantrieb, von dem bis zum Kriegsausbruch jedoch nur etwa einhundert Fahrzeuge fertiggestellt werden konnten;[80]
- ferner die hubraumstärkere Light-Car-Variante AC 12 hp mit 1,3 Liter Hubraum, die auch mit einem längeren, kräftigeren Commercial Chassis für Nutzfahrzeugvarianten erhältlich war.[81]

Als Fivet nach Kriegsende wegen Kriegsschäden keine weiteren Motoren mehr liefern konnte, wechselten Portwine und Weller 1919 auf einen neuen Vierzylinder-Einbaumotor der British Anzani Motor Company Ltd. mit 1,5 Liter Hubraum und ebenfalls seitlich stehenden Ventilen (SV-Ventilsteuerung). Aufgrund einer inzwischen veränderten Motorenformel wurde er ebenfalls als 12 h.p. vermarktet.
Der wirtschaftliche Erfolg des bei A. and A. entwickelten und anfänglich dort gebauten Auto-Carrier ermöglichte Portwine und Weller ferner ab etwa 1909 den Einstieg in den Motorsport. Regelmäßig nahmen ein werksunterstütztes Team und viele Privatfahrer bei zahlreichen Zuverlässigkeitsfahrten, sogenannten Trials, auf AC-Fahrzeugen teil. Den Gegenpol bildete um 1915 der versuchsweise Bau eines patentierten leichten AC-Panzerwagens. Spezielle AC-Rennsportmotoren mit vier Zylindern hatten bereits vor dem Ersten Weltkrieg eine obenliegende Nockenwelle und hängende Ventile (OHC-Ventilsteuerung). Dies zeichnete auch den von Weller konstruierten Sechszylinder-Reihenmotor mit Motorblock aus Leichtmetall aus, der in einer 1,5-Liter-Variante im Oktober 1919 vorgestellt wurde; in einer Zweiliter-Version sollte er in vielfach weiterentwickelter Form noch bis 1963 in AC-Neufahrzeugen erhältlich sein.
Hinzu kamen 1921 spezielle Rennwagen und zweisitzige Rennsportwagen wie der AC Weller Racer und das AC Anzani 200 Mile Race Car. Auch unter dem neuen Vorstandsvorsitzenden Selwyn Francis Edge, dem Nachfolger von Portwine und Weller, wurden diese ab 1922 regelmäßig mit Erfolg eingesetzt, so als Werkswagen und durch Privatfahrer im Rennsport sowie werksseitig bei den damals beliebten Rekordfahrten zur Erzielung von Landgeschwindigkeitsrekorden.
Den Bau leichter Transportfahrzeuge und damit auch der Marke Auto-Carrier gaben Portwine und Weller hingegen nach dem kurzlebigen Auto-Carrier Junior gegen 1921 auf.